# Alseodaphne reticulata
Alseodaphne reticulata är en lagerväxtart som först beskrevs av James Sykes Gamble, och fick sitt nu gällande namn av André Joseph Guillaume Henri Kostermans. Alseodaphne reticulata ingår i släktet Alseodaphne och familjen lagerväxter. Inga underarter finns listade i Catalogue of Life.